# 大花红景天
大花红景天（学名：Rhodiola crenulata）又名宽瓣红景天、宽叶景天、圆景天，为景天科红景天属的植物。分布于不丹、锡金、尼泊尔以及中国大陆的西藏、四川、云南等地，生长于海拔2,800米至5,600米的地区，多生于山坡草地以及灌丛中，目前尚未由人工引种栽培。
因《中华人民共和国药典》和《藏药标准》将大花红景天定为收载品种，野生大花红景天遭到大量采挖。

## 外部連結
- 大花紅景天 Dahuahongjingtian（页面存档备份，存于） 藥用植物圖像資料庫 (香港浸會大學中醫藥學院) （中文）（英文）
- 紅景天 Hongjintian（页面存档备份，存于） 中藥材圖像數據庫 (香港浸會大學中醫藥學院)